# 阿波波大冒险
《阿波波大冒险》是由Roger Barr、Nick Pasto根据红白机中的一些游戏进行改编，该游戏的主要内容是《双截龙》中的反派阿波波到不同的游戏世界去救自己儿子的故事。该游戏受到了很多的好评。

## 玩法
玩家通过攻击积攒怒气值，怒气值满了后可以释放特殊的技能。

## 故事内容
主角阿波波的儿子被一些其他游戏的人物抓走，于是阿波波为了救出自己的儿子，决定穿越到各个世界，去寻找自己的儿子。
该游戏致敬了《双截龙》、《超级马力欧兄弟》、《星之卡比》、《打气球》、《洛克人》、《街头小子》、《魂斗罗》、《合金装备》、《真人快打》、《塞尔达传说》等游戏。
故事的最后，虽说他救下了儿子，但是这一切都只是他的梦。而这个剧情致敬《超级马力欧兄弟2》的结局。

## 开发
该游戏最初计划在2002年左右在网上发布，但是直到2012年才正式发布。

## 评价
该游戏受到了很多人的好评。该游戏在newgrounds上获得2012 “年度游戏”奖；GameSpy也对该游戏持称赞的态度；；墨西哥杂志《Cine Premiere》也表示该游戏很好。该游戏也受到了《双截龙》原作者的喜爱。